# Henk Breuker
Henk Breuker (1914 - 2003) was een Nederlandse meester-draaier in de aardewerkfabriek van Pieter Groeneveldt. Na een opleiding tot meubelmaker volgde hij in Leiden een opleiding tekenen. Eerst heeft hij kort gewerkt als leerlingpottenbakker in de fabriek van Zaalberg. Daarna kwam hij bij Groeneveldt in dienst. Hier heeft hij gewerkt tot het faillissement in 1973. Hij signeerde zijn werk met het monogram 'HB' naast het monogram 'PG' van Groeneveldt. Na 1973 heeft Breuker nog in eigen beheer gewerkt als pottenbakker.